# Anna Karima
Anna Todorova Velkova (en bulgare : Анна Тодорова Велкова), mieux connue sous le pseudonyme Anna Karima, est une écrivaine, publiciste, traductrice et militante bulgare. Elle est l'épouse de l'homme politique Yanko Sakazov (Янко Сакъзов),, et la mère de l'historien de l'économie, le professeur associé Ivan Sakazov (Иван Сакъзов).

## Biographie

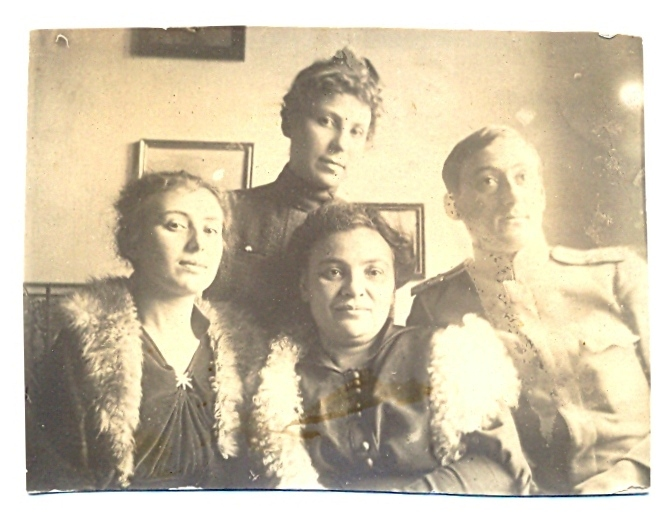
Karima avec ses enfants : Evelina, Nadejda, Ivan. 1917. Source : Archives nationales

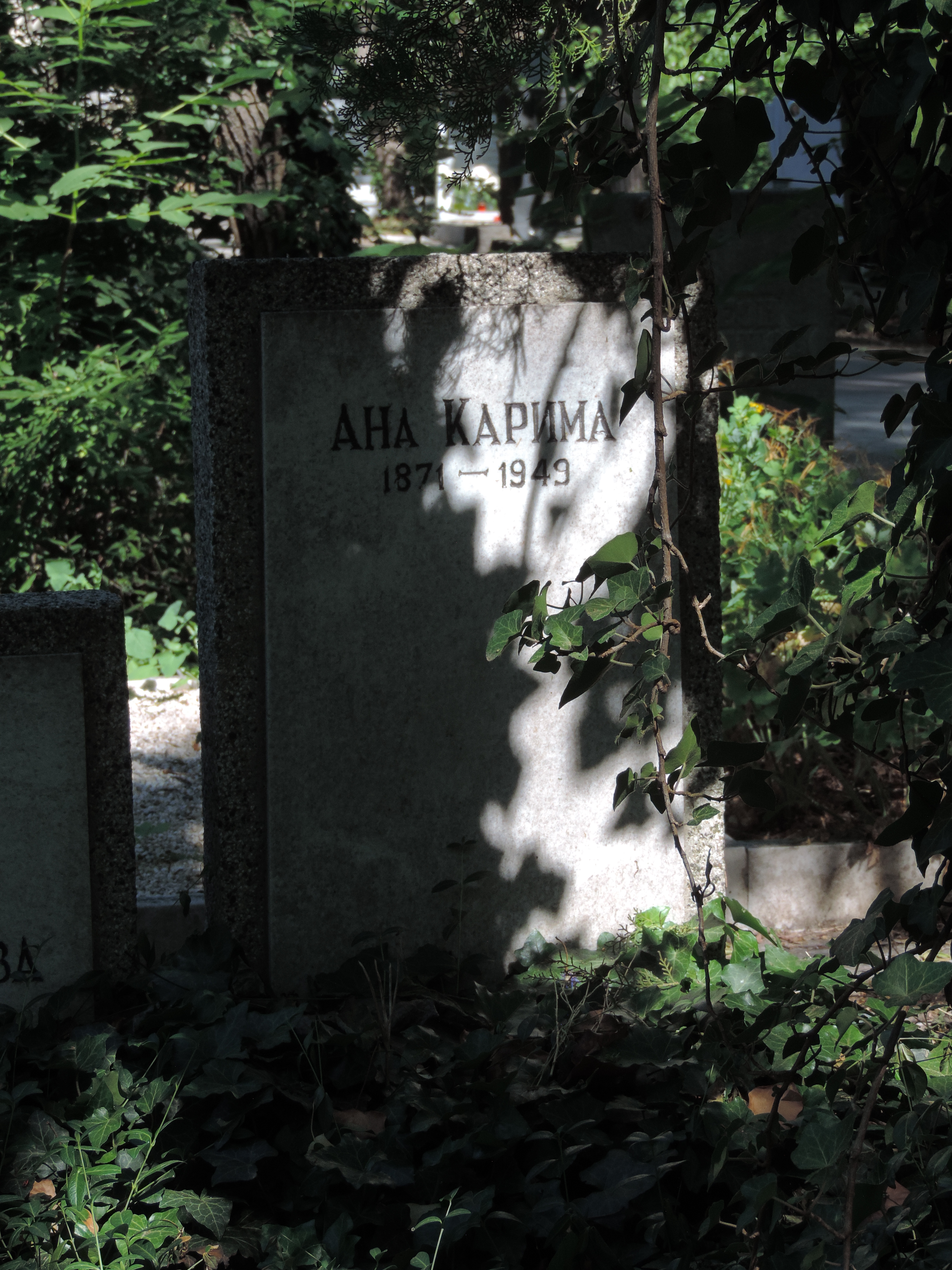
La tombe d'Ana Karima au cimetière central de Sofia.

Anna Karima est née en 1871 à Berdyansk en Ukraine, dans la famille du révolutionnaire Todor Velkov (Тодор Велков). Elle termine ses études secondaires à Sofia. En 1888, elle épouse le politicien Yanko Sakazov, avec qui elle se sépare plus tard. De ce mariage, elle a trois enfants,.
Dès sa jeunesse, Karima se consacre à l'écriture et à la dramaturgie. Elle écrit des nouvelles, des récits et des romans. Son premier récit, intitulé Obiknovenna istoria (en bulgare : Обикновена история, Histoire ordinaire), est publié en 1891 dans le magazine Den. Entre 1892 et 1895, elle occupe la fonction de rédactrice en chef du magazine bulgare Pochivka.
Ses pièces de théâtre, dont Podhlyznase (en bulgare : Подхлъзна се, Elle a trébuché), Zaguben zhivot (en bulgare : Загубен живот, Une vie perdue) et Nad zida (en bulgare : Над зида, Au-dessus du mur), sont jouées sur la scène du Théâtre national de Sofia, la principale institution théâtrale de la Bulgarie. Une autre de ses pièces, intitulée V Balkanak (en russe : В Балканах, Dans les Balkans), a été écrite en russe et mise en scène à Saint-Pétersbourg.
Elle s'engage également dans l'activité publique, en militante pour l'égalité des femmes dans la société. En 1897, elle fonde la société éducative féminine Saznanie (en bulgare : Съзнание, Conscience), qui mène plusieurs actions, dont une pétition adressée au Parlement bulgare pour permettre l'accès des femmes à l'enseignement universitaire.
En 1901, Karima initie la création de l'Union des femmes bulgares (en bulgare : Български женски съюз) et en devient la première présidente. Elle assume également le rôle de rédactrice de l'organe de presse de l'Union, le journal Zhenski glas (en bulgare : Женски глас, Voix des femmes), fondé en 1899.
En 1908, elle fonde un nouveau syndicat, Ravnopravie (en bulgare : Равноправие, Égalité), orienté vers l'éducation et le féminisme, et crée un organe de presse du même nom.
Elle ouvre en 1916 à Sofia la première école de commerce pour filles en Bulgarie. Pendant les guerres des Balkans (de 1912 à 1918), elle s'engage dans des activités de bienfaisance. Elle joue un rôle clé dans la création d'un pensionnat pour orphelins et d'une association des invalides,.
En 1917, Karima devient rédactrice du journal Bulgarka (en bulgare : Българка), un organe de presse féminin.
Après l'attentat à l'église Sveta Nedelya en 1925, Karima émigre d'abord en France,. Le 15 août 1926, elle rédige un Appel pour la paix – pour la Bulgarie et l'envoie à Genève à tous les membres de la Société des Nations.
Elle entretient des contacts avec le communiste français Henri Barbusse, à qui elle fournit des documents pour la rédaction de son livre antifasciste Les Bourreaux.
Des extraits de ses discours et écrits sont publiés dans le magazine Drapeau communiste (en bulgare : Комунистическо знаме), l'organe de presse du Parti communiste bulgare (BKP) à l'étranger.
En raison de ses activités, Karima est mise en cause en vertu de la loi sur la protection de l'État (Zakon za zashtita na darzhavata, en bulgare : Закон за защита на държавата), adoptée par le gouvernement du professeur Alexandre Tsankov. Cette loi, controversée, visait à réprimer les opposants politiques et les mouvements considérés comme une menace pour l'État.
À la fin de 1926, Karima part pour l'URSS. Après son retour en Bulgarie en 1928, elle publie le livre Dans la Russie actuelle (en bulgare : В днешна Русия, V dneshna Rousiya), où elle décrit ses impressions sur la vie en Union soviétique. Elle traduit et édite également le livre Les Bourreaux de l'écrivain communiste français Henri Barbusse.
En 1930, Karima devient rédactrice du journal Povik (en bulgare : Повик, L'Appel). Elle décède le 6 mars 1949 à Sofia, en Bulgarie,.

## Sources
Cette page Wikipédia a été écrite avec l'aide de la page Wikipédia en bulgare Анна Карима de Anna Karima.
1. 1 2 3 4 5 6 7 8 9 10 11 12  (bg) « Ана Карима », sur dictionarylit-bg.eu,‎ 1870 (consulté le 19 novembre 2024)
2. 1 2 3  « Анна Карима | Български хелзинкски комитет », sur bghelsinki.org (consulté le 19 novembre 2024)
3. 1 2 3 4 5 6 7  « Анна Карима - непокорният дух », sur www.hera.bg (consulté le 19 novembre 2024)